# Julián Rubio Sánchez
Julián Rubio Sánchez (Montealegre del Castillo, 28 de gener de 1952) fou un futbolista espanyol de la dècada de 1970 i posteriorment entrenador.

## Trajectòria
Es formà a l'Albacete Balompié, passant més tard a l'Ontinyent CF, on arribà a jugar a segona divisió. L'any 1972 fou fitxat pel Sevilla FC, on jugà durant set temporades, tres d'elles a segona i quatre a primera divisió. L'any 1979 fou fitxat pel FC Barcelona, on no gaudí de gaire minuts en competència amb homes com Juan Manuel Asensi i Jesús Landáburu, i més tard Bernd Schuster. Al cap de dues temporades retornà a l'Albacete o acabà la seva carrera.
La seva carrera d'entrenador començà el 1984 a l'Albacete, passant més tard pel CD Maspalomas, Recreativo de Huelva i SE Eivissa. El 1994 entrenà a l'Elx CF, club que dirigí en tres etapes. Marxà a Bolívia per entrenar el Club Bolívar, i a continuació s'encarregà del Sevilla B, ascendint al primer equip del Sevilla FC a primera divisió. Més tard fou entrenador de clubs com el Cadis CF; l'Albacete (on entrenà en cinc etapes diferents), i finalment al KF Tirana i el Flamurtari Vlorë de la superlliga albanesa.